# 최문식
최문식(1971년 1월 6일 ~ )은 대한민국의 전 축구 선수이자 현 지도자이다. 선수 시절 포지션은 공격형 미드필더였으며 한국축구 역사상 최고의 테크니션 중 한명으로 꼽힌다.

## 클럽 경력
동대부고를 졸업한 뒤 대학진학 대신 1989년 포항 스틸러스에 입단하며 한국 축구 역사상 최초 고졸신인 최문식은 포항 스틸야드 개장 경기에서 첫골을 기록하였고, 1989년 일화와의 경기서 경기 종료 10초전 극적인 오버헤드킥 동점골을 기록하며 많은 주목을 받았다. 군대를 갔다온 2년을 제외하고 1998년까지 포항에서 뛰었음은 물론이고 기술력 있는 축구를 바탕으로 한 정확한 패스위주의 축구와 정확한 골결정력을 바탕으로 포항의 공격진을 책임졌으며, 이러한 활약을 바탕으로 1994년 미국 월드컵과 1994년 히로시마 아시안게임에 국가대표로 출전하였고, 월드컵 출전 직후 합류한 첫경시서 해트트릭을 기록하며, 포항의 아디다스컵 우승을 이끌었다.
1999년 전남 드래곤즈로 이적한 최문식은 광양 축구 전용구장 개장 경기서도 첫골을 기록하며 포항에 이어 전남에서도 홈구장 개장 경기 첫골이라는 타이틀을 얻었으며, 2000시즌까지 2년 동안 65경기에 나서 11골, 8도움을 기록하며 팀의 주전으로 활약했으며,그 중 40경기를 90분 풀타임으로 뛰었다.
그러나 99시즌 정규리그 3위로 플레이오프에 진출했지만 4위팀 부산에게 졌고, 2000시즌 대한화재컵에서는 결승에서 부천에게 패하며 준우승에 머물렀다.
2000시즌 정규리그에서도 7위의 성적으로 우승권과 멀어졌다.
2000 시즌까지 전남에서 뛰며 제 몫을 해냈던 최문식은 2001년 일본진출을 모색했으며, 2001년 오이타 트리니타로 전격이적하였다.
그러나 최문식을 스카웃했던 감독이 시즌 중 그만 두고, 부임한 새로운 감독이 스타일이 최문식과 맞지 않았고, 그러다보니 최문식의 입지도 많이 부족했다.
결국 1994년 미국 월드컵 출전 당시 국가대표팀 감독이였던 김호의 부름을 받고, 2001년 6월 수원 삼성 블루윙즈로 이적했으며, 2002년 부천SK로 이적했으며, 한해 동안 28경기에 출전하며 준수한 활약을 보인뒤, 은퇴를 선언하였다.

## 지도자 경력
삼일공업고등학교 등에서 유소년 지도를 한 최문식은 2007년 포항 스틸러스 유소년 코치에 부임하며 친정팀에 복귀하였으며, 2009년부터 2010년까지는 포항의 2군코치로 부임하였다.
2011년 한 해동안 전남 드래곤즈의 수석 코치를 역임한 뒤 지도력을 인정받아 2012년 대한민국 U-17 축구 국가대표팀 감독에 선임되었으며, 2012년 AFC U-16 챔피언십에 출전하였으나 8강에 우즈베키스탄에 패해 대회 우승이 좌절되었다. 대회 직후 이광종 감독의 부름을 받아 대한민국 U-20 축구 국가대표팀 수석코치에 부임해 이광종을 보좌하여 2012년 AFC U-19 챔피언십에 출전, 한국의 12번째 우승과 더불어, 2013년 FIFA U-20 월드컵 본선 진출에 기여하였으며, 2013년 FIFA U-20 월드컵 8강 진출의 쾌거를 이루었다.
그 뒤 대한민국 U-23 축구 국가대표팀 감독으로 새로 선임된 이광종 감독의 부름을 받아 대한민국 U-20 축구 국가대표팀 수석 코치로 선임되였으며, 2013년 AFC U-22 챔피언십는 4위에 그쳤지만, 2014년 아시안 게임에서 한국의 28년만의 금메달 획득에 큰 기여하였다. 이후 2016년 하계 올림픽까지 이광종과 코칭스테프를 맡을 예정이였으나 2015년 킹스컵 출전을 앞두고 이광종 감독이 급성 백혈병으로 사임하자 감독 대행으로 대표팀을 지휘하였다. 대행으로서 2승 1무로 대회의 우승을 이끈 뒤 신태용 감독에게 지휘봉을 넘겨주고 다시 수석 코치로 신태용을 보좌하였다.
2015년 5월 27일 올림픽대표팀 코치직에서 물러나 조진호 감독의 후임으로 대전 시티즌의 감독으로 선임되었으나, 전득배 사장 혼자서 일방적으로 영입 한 것으로 밝혀져 논란이 일었다.

최문식은 K리그 클래식 잔류라는 단기적인 성과를 내기보다는 자신의 축구철학을 토대로 짧은 패스 위주의 공격 축구 전술을 구사함으서 팀컬러를 맞추고 선수 개개인의 기술력을 끓어올리는 등의 장기적인 미래를 보는 축구를 펼치겠다고 밝혔다. 6월 3일 수원 삼성 블루윙즈와의 홈 경기서 감독으로서 데뷔전을 치루었으나 1:2로 패했다. 8월 15일 성남 FC전 패배로 대전은 14경기 연속 무승의 늪에 빠졌고, 8월 19일 광주 FC와의 26라운드 원정 경기서 2:1 승리를 거두며, 겨우 최문식의 데뷔 이후 첫 승과 시즌 2승을 거두었다. 10월 4일 울산 현대와의 홈경기서도 승리를 거두지 못하며 K리그에 스플릿 라운드 제도 도입 이후 최초 스플릿 라운드 이전 홈 무승이라는 불명예를 얻었다. 10월 18일 전남 드래곤즈와의 홈 경기서 1:0 승을 거두며 리그 개막 7개월만에 홈 첫승을 거두었으며, 이후 부산 아이파크와의 홈 경기서도 승리하며 2연승을 거두었지만 울산 현대와의 원정 경기서 패해 사실상 강등이 확정되었다. 인천과의 홈 폐막전서 패하며 강등이 확정되었다. 이에 분노한 대전팬들이 경기 종료 후 선수단 버스 앞에서 최문식 감독의 사퇴를 촉구하는 등 강한 불만을 표출하기도 하였다.
2015시즌이 끝난 뒤에도 최문식 감독은 유임되었고 최문식은 2016시즌을 앞두고 선수단을 무려 20명 이상을 바꾸는 등의 대대적인 선수단 개편 작업에 나섰으며, 2016 시즌도 2015시즌과 마찬가지로 자신의 축구 철학을 토대로 한 FC 바르셀로나식 패스 위주의 축구를 통한 팀 컬러를 맞추는데 주력할 것임을 밝혔다. 하지만 3월 26일 대구 FC와의 리그 개막전서 2:0 패한것을 시작으로 4월 9일 안산 무궁화 FC전까지 개막 이후 3경기 연속 무득점 패배에 그쳤으며, 4월 23일 부천 FC 1995와의 경기마저 1:3 역전패하며 리그 4연패를 기록했고, 최문식 감독은 경기 직후 인터뷰를 통해 4연패에 대한 책임을 지겠음을 밝히며 사퇴를 암시하였다.이후 대전 구단이 후임 감독을 물색하고 있다는 보도가 전해지자, 윤정섭 대표이사는 후임 감독 물색설을 일축하며 최문식 감독을 재신임 할 것을 밝혔다.
3월 26일 대구 FC와의 2016시즌 리그 개막전서 2-:0 패한것을 시작으로 4월 9일 안산 무궁화전까지 개막 이후 3경기 연속 무득점 패배에 그쳤으며, 4월 23일 부천과의 원정 경기에서 김동찬이 2016 시즌 리그 첫골을 기록했으나 1:3 역전패하며 리그 4연패를 기록했고, 최문식 감독은 경기 직후 인터뷰를 통해 4연패에 대한 책임을 지겠음을 밝히며 사퇴를 암시하였다.
4월 24일 부산 아이파크와의 홈경기서 대전 서포터즈들이 사퇴를 촉구하는 등의 항의를 표했지만 대전이 승리를 거두며 가까스로 한숨을 돌렸으며, 이후 연패에 대한 후유증을 털어내고, 연승으로 팀 분위기를 반전시켰으며, 9월 19일 부천 FC 1995와의 홈경기서 무승부를 거두면서 한시즌동안 홈 12경기 무패를 기록, 구단의 한시즌 최다 홈무패 기록을 갱신하였다.
하지만 대전은 홈경기에 비해서 원정 경기에서는 좀처럼 승리를 거두지 못하였고, 2016시즌동안 원정에서 거둔 승리는 단 4경기였고, 그중 3경기는 최하위였던 충주 험멜과 고양 자이크로 FC와의 경기였다. 이러한 한계로 끝내 승강플레이오 진출의 마지노선인 5위권 진입이 좌절되었고, 10월 29일 성적부진과 승강플레이오프 진출 실패에 대한 책임을 지고 대구와의 리그 마지막 경기를 끝으로 사임하였고, 2017시즌을 앞두고 옌볜 푸더의 수석 코치로 취임하였다.

## 플레이 스타일
1990년대 이후 김병수, 윤정환, 고종수와 같이 기술력을 바탕으로 한 플레이로 이름을 날렸으며, 기술력 있는 축구에 능하다는 의미의 테크니션이라는 별명을 얻기도 하였으며, 포항팬들 사이에서는 골결정력이 정확하는 의미로 믿을맨이라는 별명을 얻기도 하였다.
한국의 역대 테크니션들 중 가장 성공한 테크니션 중 한명으로 평가받고 있다.

## 감독으로서의 평가

### 긍정적 평가
최문식은 대전 시티즌 감독 재임 시절 황인범을 비롯한 젊은 선수들은 많이 기용하며 발굴해냈다.

### 부정적 평가

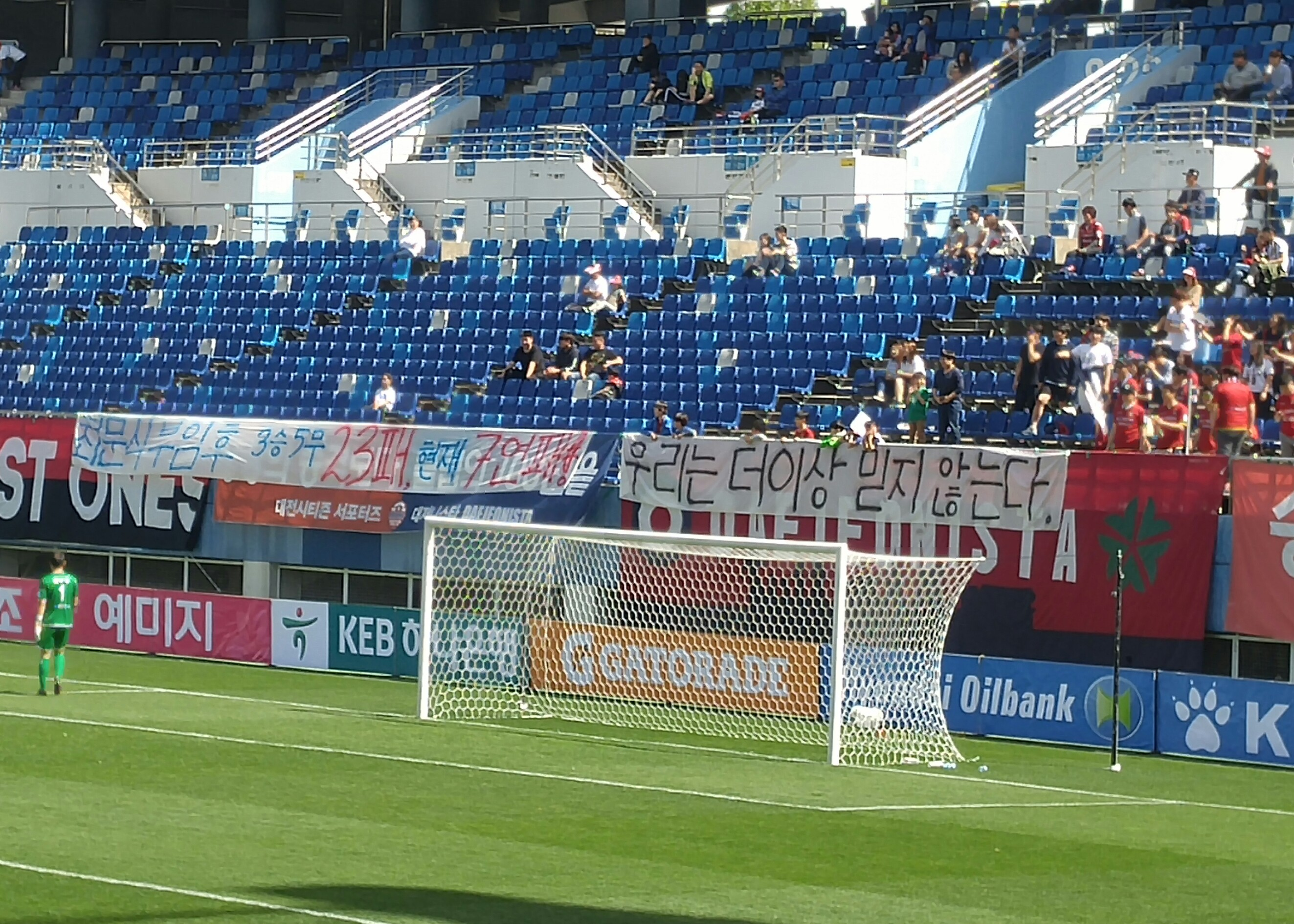
최문식 감독에게 불만을 표출하는 내용의 걸개를 내걸은 대전 팬들

#### 구단의 현실 외면
최문식은 대전 시티즌의 감독 당시 현실과 이상을 잘 구분하지 못하는 듯한 모습을 보이며 많은 비난을 받았었다. 대전 감독을 역임하면서 대전 구단의 사정을 전혀 모르채 현실을 외면하였었다. 현재 가지고 있는 자원을 최대한 활용해야 하는 가난한 시민 구단인 대전의 현실을 외면하고 2014년의 우승 및 승격 주역들을 비롯한 여러 선수들을 내보내고 영입하는 대대적인 리빌딩을 반복하며 팀의 조직력을 약화시키였으며, 특히 그는 대전은 당시 강등 위기에 몰려있었던 터라 당장의 성적과 승리에 신경써야하는 팀임에도 불구하고 마치 상위권에 있는 팀이 경기력에 신경쓰는 듯한 행보를 선보였으며 지금 당장의 경기의 승리를 위해 수비 위주의 역습 위주의 경기보다는 당장의 성적을 포기해가면서까지 자신 특유의 바르셀로나식 패스 위주의 축구를 선보이며 자신만의 축구철학만을 고집하며 자신이 원하는 축구를 펼치겠다는 개인적인 욕심만을 채우려 했었다.

#### 소통 부재
최문식은 선수들, 팬들과 소통하는 능력이 상당히 부족했다. 2016시즌 중반에는 서동현이 최문식과의 불화로 반년만에 팀을 떠나기도 하였었고, 선수들은 최문식의 주입식 교육을 비판하기도 하였다. 2016시즌 중반 이후 간담회에서의 팬의 요구에 따라 경기 결과에 상관없이 경기 종료 후 서포터즈석을 앞을 찾아 팬들에게 인사를 하고 팬들과의 퍼포먼스에 같이 참여하는 등 팬들과 소통하려는 노력을 보이기도 했지만 역부족이였다.

#### 책임 회피
최문식은 언론사와의 인터뷰 등을 통해 선수들을 비롯한 다른 사람이나 환경 탓을 하는 식의 책임을 회피하려는 듯한 모습을 자주 보이며 많은 팬들로부터의 비난을 받았다. 이러한 그의 모습이 많은 팬들이 그로부터 등을 돌리게 된 주된 원인이였다. 이를 알고 2016시즌 들어서는 "모든 것이 감독 탓이다.", "4연패에 대한 책임을 지겠다."라고 말하며 인터뷰에서의 책임 회피를 자제하는 듯한 모습을 보였지만, 이미 돌아선 팬심과 여론을 돌리기엔 너무 늦어버린 뒤였다.

#### 취약한 지지기반
최문식은 앞선 소통 부재나 책임 회피 등의 문제들 탓에 팬들이나 선수들로부터 신뢰를 잃었으며, 팬들과 선수들로부터의 지지기반이 상당히 취약했었고, 팬들과의 관계가 상당히 좋지 못하였었다. 그로 인해 재임 기간 내내 많은 팬들로부터 사퇴 압박을 받아야만 했다.

## 수상 내역

### 선수
포항 스틸러스
- K리그 : 우승 (1992)
- 아디다스컵 : 우승 (1993)

 전남 드래곤즈
- 대한화재컵 : 준우승 (2000)

### 코치
대한민국 U-20
- AFC U-19 챔피언십 : 우승 (2012)

 대한민국 U-23
- AFC U-22 챔피언십 : 4위 (2013)
- 아시안게임 : 우승 (2014)

### 감독
대한민국 U-23
- 킹스컵 : 우승 (2015)

## 참고 자료
- 최문식' 최초의 고졸스타이자 최고의 테크니션
- U-16 대표팀 최문식 감독' "기술적인 색깔의 팀을 만들고 싶다"[깨진 링크(과거 내용 찾기)]